# Georges Augier de Moussac
Georges Augier de Moussac dit Georges Augier, né le 20 juin 1947 à Neuilly-sur-Seine, est un compositeur, arrangeur, producteur, musicien et guitariste français.
Compositeur pour de nombreux chanteurs, il est notamment connu pour avoir composé la chanson White and Black Blues avec Serge Gainsbourg, interprétée par Joëlle Ursull lors du Concours Eurovision de la chanson 1990 à Zagreb.

## Biographie
Georges Augier de Moussac est né à Neuilly-sur-Seine. Guitariste, il est également arrangeur-directeur musical-producteur, il a travaillé avec de nombreux artistes, notamment Hugues Aufray (23 titres) avec qui il était particulièrement lié, Francis Cabrel (cinq titres), Johnny Hallyday (cinq titres de l'album Cadillac), Fred Blondin, Kent, Joëlle Ursull, Richard Cocciante, Philippe Lavil, Enzo Enzo.
Il est également l'auteur de musiques de films et de génériques, notamment pour le jeu télévisé Motus de Thierry Beccaro,  Les absents ont toujours tort, ou encore l'émission de variétés C'est votre vie !, etc.

## Discographie
Georges Augier de Moussac est le compositeur de plusieurs chansons, notamment :
- 1973 : Nicole, interprétée par Hugues Aufray
- 1978 : Barco de papel, interprétée par Hugues Aufray
- 1980 : Avec simplicité, interprétée par Richard Cocciante
- 1980 : Le Petit Gars, interprétée par et avec les paroles de Francis Cabrel
- 1980 : Histoire éphémère, interprétée par Jackie Quartz
- 1981 : Avec simplicité, interprétée par Serge Lama
- 1981 : Tu n'aurais pas dû, interprétée par Augier-Secco
- 1983 : Dame d'un soir, interprétée par et avec les paroles de Francis Cabrel
- 1983 : Tout le monde cherche, interprétée par Jean-Pierre Bucolo
- 1983 : Prisonnier, interprétée par Augier-Secco
- 1983 : Question d'équilibre, interprété par et paroles de Francis Cabrel
- 1987 : Tu t'en iras, interprétée par Hugues Aufray
- 1988 : En plein cœur, interprétée par Marie Myriam
- 1988 : Dis-moi les silences, interprétée par Marie Myriam
- 1990 : White and Black Blues avec Serge Gainsbourg interprétée par Joëlle Ursull
- 1992 : La Vie en bleu, interprétée par Jean-Pierre Bucolo